# The Warsaw Institute Review
The Warsaw Institute Review – angielskojęzyczny kwartalnik wydawany przez The Warsaw Institute Review sp. z o.o. w ścisłej współpracy z think tankiem Warsaw Institute. Prezentuje szerokie spektrum tematów dotyczących spraw geopolitycznych i relacji międzynarodowych Polski jako lidera krajów Europy Środkowo-Wschodniej, a także innych państw w Europie i na świecie.
Redaktor naczelną magazynu jest Izabela Wojtyczka, natomiast Sekretarzem Redakcji Berenika Grabowska.
Autorami artykułów publikowanych w The Warsaw Institute Review są analitycy i eksperci oraz osoby mające aktywny i praktyczny wpływ na życie polityczne, gospodarcze i kulturalne w Polsce.
Warsaw Institute Review jest wydawnictwem niezależnym, nieafiliowanym politycznie, ukazującym się z numerem ISSN 2543-9839
The Warsaw Institute Review zajmuje się również organizacją eventów promujących wiedzę geopolityczną oraz promujących Polskę jako jednego z europejskich liderów. W 2019 r. planowany jest cykl spotkań w Ambasadach m.in.: Rumunii, Australii, oraz cykl spotkań o tematyce dyplomacji, stosunków międzynarodowych i upowszechniania wiedzy obywatelskiej.

## Cele działalności[5]
Wraz z think tankiem The Warsaw Institute działania magazynu mają na celu:
- umacnianie pozycji państwa polskiego poprzez przygotowywanie i dostarczanie analiz i opracowań dotyczących polityki gospodarczej, stosunków międzynarodowych, polityki bezpieczeństwa, wykorzystania soft power i innych[6]
- organizacja eventów promujących wiedzę geopolityczną[7]
- wspieranie międzynarodowej współpracy państw, społeczeństw i organizacji pozarządowych
- wspieranie rozwoju demokracji, gospodarki i przedsiębiorczości
- umacnianie bezpieczeństwa energetycznego i bezpieczeństwa militarnego
- kultywowanie i promowanie polskich tradycji oraz rozwijanie świadomości narodowej, obywatelskiej i kulturowej

## Historia
Kwartalnik The Warsaw Institute Review ukazuje się od 2017 roku. Pierwszą redaktor naczelną magazynu była Anna Karolina Piekarska, natomiast od 2019 roku funkcję tę przejęła Izabela Wojtyczka.
Do tej pory ukazało się 8 numerów kwartalnika, w tym jeden numer specjalny dot. dezinformacji w Europie Środkowo-Wschodniej.

## Autorzy
The Warsaw Institute Review współpracuje z dziesiątkami analityków i ekspertów oraz osobami mającymi aktywny i praktyczny wpływ na życie polityczne, gospodarcze i kulturalne w Polsce, Stanach Zjednoczonych i Europie. Wśród autorów artykułów magazynu są między innymi:
- dr Piotr Bajda – doktor politologii, ekspert w zakresie Europy Środkowo-Wschodniej[11]
- prof. Piotr Gliński – polski socjolog i polityk, profesor nauk humanistycznych, wiceprezes Rady Ministrów, minister kultury i dziedzictwa narodowego[12]
- prof. Tomasz Grzegorz Grosse – socjolog, politolog, historyk, profesor na Uniwersytecie Warszawskim[13]
- dr Mariusz Klarecki – doktor historii sztuki[14]
- Janusz Kowalski – były wiceprezes PGNiG[15] i członek zarządu PWPW[16], poseł klubu parlamentarnego PIS[17],  znany z krytyki Unii Europejskiej[18] oraz wypowiedzi anty-LGBT[19]
- Grzegorz Kuczyński – dziennikarz i analityk, ekspert ds. wschodnich[20]
- Maciej Małecki – polski samorządowiec i polityk[21]
- dr Piotr Naimski – polski polityk, biochemik, nauczyciel akademicki i publicysta[22]
- Paweł Ozdoba – publicysta, politolog[23]
- Tomasz Poręba – polski polityk, urzędnik państwowy, dziennikarz, historyk i politolog[24]
- dr Robert Rajczyk – doktor nauk społecznych, dziennikarz i politolog[25]
- Krzysztof Rak – historyk, publicysta
- Aleksandra Rybińska – politolog, dziennikarz, publicysta[26]
- Paweł Szefernaker – polski polityk, działacz partyjny i samorządowiec[27]
- Szymon Szynkowski vel Sęk – polski polityk, działacz partyjny i samorządowiec, od 2018 sekretarz stanu w Ministerstwie Spraw Zagranicznych[28]

## Cytowania
O artykułach, badaniach i dokonaniach The Warsaw Institute Review oraz Warsaw Institute napisano między innymi w: The Jamestown Foundation, The Daily Signal, Newsweek U.S., Kongresie USA, Deutsche Welle, Medium, Financial Times, El Pais International oraz Heritage Foundation.